# ستيف كوسلويسكي
ستيف كوسلويسكي (بالإنجليزية: Steve Kozlowski)‏ هو عالم نفس أمريكي، ولد في 1954.